# 愚园路1088弄
愚园路1088弄（又稱上海医药职工大学旧址），位于中華人民共和國上海市长宁区愚园路1088弄，改建成现有两层楼高的愚园公共市集之前是长宁区医药职工大学用址，市集于2019年2月开门，改造后的总面积为1200平方米，2楼设有粟上海社区美术馆和露天空间。